# Петроний Пробиан
Петроний Пробиан (лат. Petronius Probianus) — государственный деятель Римской империи первой половины IV века, консул 322 года.

## Биография
Возможно, его отцом был консул 314 года Петроний Анниан. В 315—316 годах Пробиан был проконсулом Африки. В 321 году занимал неизвестную должность (возможно, префекта претория Востока) — к нему обращена одна конституция из Кодекса Феодосия, датированная 27 февраля 321 года.
В 322 году он был назначен Константином I консулом вместе с Амнием Аницием Юлианом. Находившийся в конфликте с Константином Лициний не признал этого назначения и на востоке империи было объявлено продолжение предыдущего консулата.
Согласно Хронографии 354 года, Пробиан занимал должность префекта Рима с 8 октября 329 года по 12 апреля 331 года.
Его сын Петроний Пробин был консулом 341 года, внук Секст Клавдий Петроний Проб — в 371 году. Консулами также были и три его внука.
Известно, что Пробиан писал стихи, а один из представителей рода Симмахов, городской префект Рима 364—365 годов Луций Аврелий Авианий Симмах, посвятил ему стихотворные строки.